# Anachrostis ochracea
Anachrostis ochracea är en fjärilsart som beskrevs av George Francis Hampson 1926. Anachrostis ochracea ingår i släktet Anachrostis och familjen nattflyn. Inga underarter finns listade i Catalogue of Life.